# Sovereign citizen-bevægelsen
Sovereign citizen-bevægelsen eller suveræn borger-bevægelsen (engelsk: Sovereign citizen movement) er en løst sammensat gruppering i særligt USA, som ikke anerkender statens kontrol eller legitimitet. På den baggrund nægter de blandt andet at betale skat og overholde anden lovgivning.
Andre steder i verden findes lignende grupperinger, eksempelvis de såkaldte freemen-on-the-land i visse Commonwealth-lande, den tyske Reichsbürger-bevægelse og mindre grupperinger i Skandinavien.

## Baggrund
Tilhængere af bevægelsen, såkaldte "suveræne borgere", anser sig selv for udelukkende at være ansvarlige for deres særskilte egen fortolkning af angloamerikansk ret og mener ikke, at de omfattes af anden lovgivning. Bevægelsen kan spores tilbage til højreorienterede grupper og militsbevægelsen.
Mange medlemmer af den suveræne borgerbevægelse mener, at USA's føderale statsmagt er ulovlig og hævder, at de kan opnå juridisk immunitet ved at afstå fra deres statsborgerskab, en proces som de kalder "expatriation".
Federal Bureau of Investigation (FBI) klassificerer vise suveræne borgere ("sovereign citizen extremists") som indenlandske terrorister, ligesom Tyskland og politiet i Australien. Det amerikanske Southern Poverty Law Center (SPLC) vurderede, at der i år 2011 var cirka 100.000 "overbevist troende" amerikanere, med yderligere 200.000 "som begyndte at forsøge bevægelsens metoder for at benægte alt fra fartbøder til anklage om narkotikaforbrydelse".
Den mest kendte danske forgrening af suverænitetsbevægelsen er organisationen Acephali, der blandt andet har haft en hjemmeside, hvor man kunne købe en udmeldelse af samfundet og derved blive det, som bevægelsen kalder et "suverænt" eller "levende" menneske, der ikke skal betale skat, moms eller indregistrere sin bil for at få en nummerplade.